# Зелений хрест (хімічна зброя)
Зеле́ний хрест (нім. Grünkreuz,Grünkreuzkampfstoffe) — маркування на хімічних снарядах, які містили суміші на основі отруйних речовин задушливої дії, що використовувалося Німеччиною у Першій світовій війні.
Суміш на основі дифосгену і хлоропікрину була розроблена як відповідь на французькі снаряди із фосгеном і мала сильнішу дію (однак її ефективність проявлялася лише при масових обстрілах). Перше масове застосування такого типу озброєння відбулося в ніч проти 23 червня 1916 року в ході Верденської битви.
Хімічні агенти «зелений хрест» мали кілька різновидів:
- зелений хрест 1 — дифосген, хлоропікрин (або без нього) та/або бромометилетилкетон;
- зелений хрест 2 — фосген (60 %) дифосген (30 %), дифенілхлороарсин (10 %);
- зелений хрест 3 — етилдихлороарсин і етилдибромоарсин. Ці дві речовини є представниками класу ірритантів (позначення «синій хрест»), але завдяки їхній здатності проникати крізь тогочасні протигази вони застосовувалися у комбінації з іншими снарядами типу зелений хрест[3].